# The Monuments Men
The Monuments Men är en amerikansk-tysk krigsfilm från 2014, skriven av George Clooney och Grant Heslov och regisserad av George Clooney. Medverkar gör bland andra Clooney, Matt Damon, Jean Dujardin och Cate Blanchett. 
Filmen är löst baserad på fackboken The Monuments Men: Allied Heroes, Nazi Thieves and the Greatest Treasure Hunt in History av Robert M. Edsel. 

## Handling
Filmen följer en allierad grupp, the Monuments, Fine Arts, and Archives program. De har till uppgift att hitta och rädda konst och andra värdefulla kulturföremål undan förstöring av Hitler under andra världskriget. 

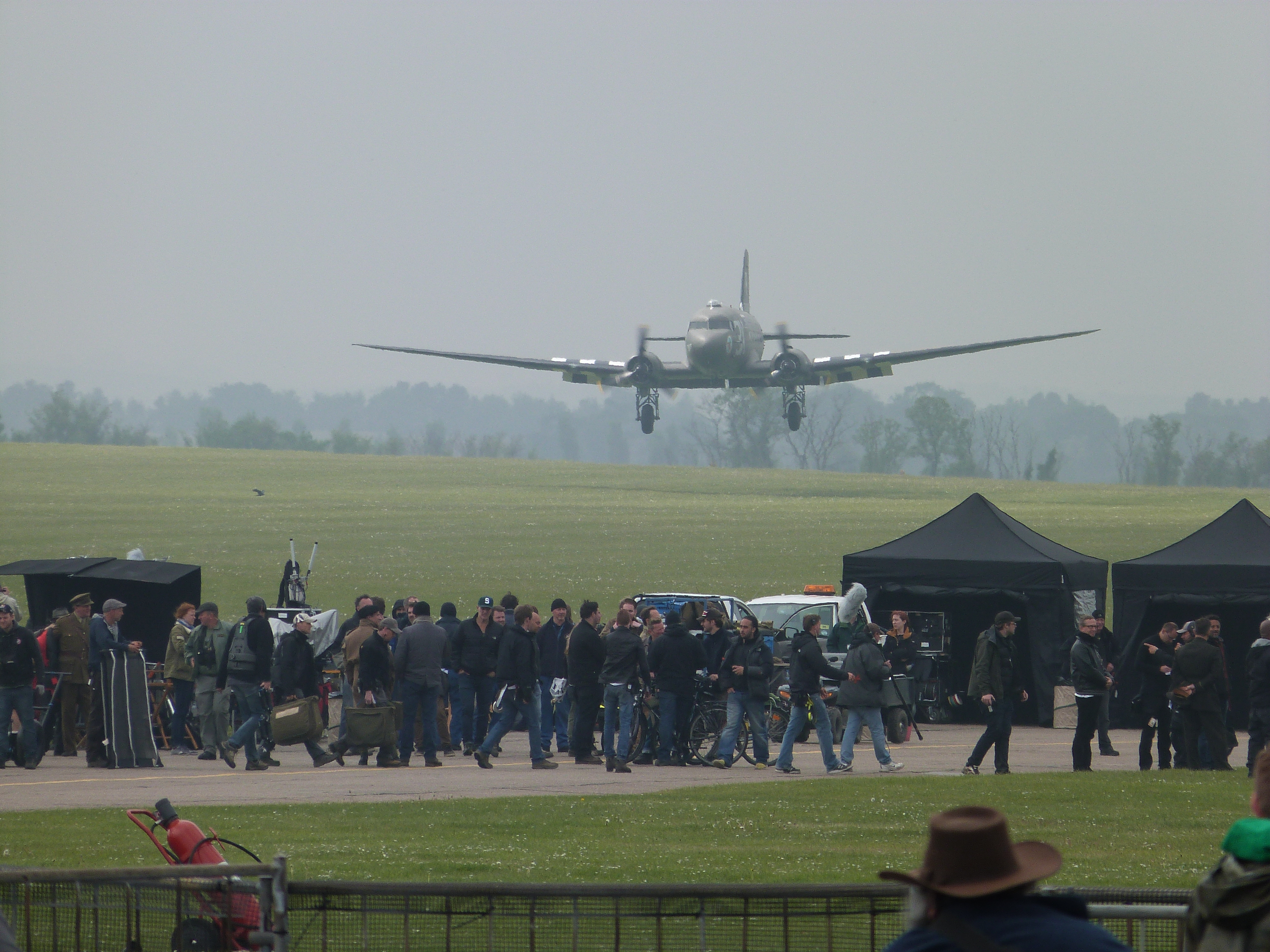
Ett flygplan går in för landning framför filmteamet i Duxford, England under inspelningen av The Monuments Men

## Rollista
- George Clooney – Lt. Frank Stokes, löst baserad på George L. Stout
- Nick Clooney – Lt. Frank Stokes som gammal
- Matt Damon – Lt. James Granger, löst baserad på James Rorimer
- Bill Murray – Sgt. Richard Campbell, löst baserad på Ralph Warner Hammett och Robert K. Posey
- John Goodman – Sgt. Walter Garfield, löst baserad på Walker Hancock
- Jean Dujardin – Lt. Jean-Claude Clermont
- Bob Balaban – Pvt. Preston Savitz, löst baserad på Lincoln Kirstein
- Hugh Bonneville – Lt. Donald Jeffries, löst baserad på Ronald E. Balfour
- Cate Blanchett – Claire Simone, löst baserad på Rose Valland
- Sam Hazeldine – Colonel Langton
- Dimitri Leonidas – Pvt. Sam Epstein, löst baserad på Harry L. Ettlinger
- Grant Heslov – kirurgen

## Om filmen
The Monuments Men bygger på verkliga händelser men ett antal detaljer skiljer sig från historiska fakta. Exempelvis är namnen på karaktärerna ändrade.
Filmen spelades in i Tyskland och Storbritannien. 